# Liste bekannter Tamilen
Liste bekannter – auch ausgewanderter – Tamilen.

## Staatsoberhäupter
- A. P. J. Abdul Kalam (1931–2015), 11. Präsident Indiens (2002–2007)
- Sellapan Ramanathan (1924–2016), 6. Präsident von Singapur (1999–2011)
- R. Venkataraman (1910–2009), 8. Präsident Indiens (1987–1992)
- S. Radhakrishnan (1888–1975), 2. Präsident Indiens (1962–1967)
- C. Rajagopalachari (1878–1972), Generalgouverneur Indiens (1948–1950), Schriftsteller und Staatsmann
- Veerasamy Ringadoo (1920–2000), Generalgouverneur und Präsident von Mauritius
- Angidi Veeriah Chettiar (1928–2010), Vizepräsident von Mauritius

## Persönlichkeiten in Unabhängigkeitsbewegungen

### Kriege gegen die britische Herrschaft in Indien im 18. Jahrhundert
- Die Brüder Maruthu Pandiyar (1748 bzw. 1753 – 1801), Fürsten und militärische Anführer
- Dheeran Chinnamalai (1756–1805), Fürst und militärischer Anführer
- Veerapandiya Kattabomman (1760–1799), Fürst und militärischer Anführer

### Indische Unabhängigkeitsbewegung im 20. Jahrhundert
- V. O. Chidambaram Pillai (1872–1936), Anwalt, Unternehmer und Gewerkschaftsführer
- Subramaniya Bharati (1882–1921), Dichter
- V. Kalyanasundaram (1883–1953), Schriftsteller
- Subramanya Siva (1884–1925), Dichter
- S. Satyamurti (1887–1943), Politiker der Kongresspartei
- Champakaraman Pillai (1891–1934), Aktivist in der Indo-deutschen Verschwörung im Ersten Weltkrieg
- Tiruppur Kumaran (1904–1932), bei einer Demonstration tödlich verletzt
- U. Muthuramalingam Thevar (1908–1965), Politiker des All India Forward Bloc

### Südafrikanische Unabhängigkeitsbewegung
- Thillaiaadi Valliammai (1898–1914), politische Demonstrantin, verstorben nach Gefängnishaft
- Thambi Naidoo, früher Weggefährte Mahatma Gandhis in Südafrika
- Naransamy Roy Naidoo (1901–1953), Gewerkschaftsführer und Anti-Apartheid-Aktivist
- Amma Naidoo (1908–1993), Ehefrau von Naransamy Roy Naidoo und Anti-Apartheid-Aktivistin
- Gagathura Mohambry „Monty“ Naicker (1910–1978), Anti-Apartheid-Aktivist, Vorsitzender des South African Indian Congress und Arzt
- George Naicker (1919–1998), Kommunist und Anti-Apartheid-Aktivist
- Shanti Naidoo, Tochter von Naransamy Roy und Amma Naidoo, Anti-Apartheid-Aktivistin

### Tamilische Unabhängigkeitsbewegung in Sri Lanka
- Velupillai Prabhakaran (1954–2009), Anführer der Liberation Tigers of Tamil Eelam
- S. P. Tamilselvan (1967–2007), Führer des politischen Flügels der LTTE

## Politische Führer

### Indien
Ehemalige Chief Minister
- K. Kamaraj (1903–1975), Präsident der Kongresspartei, Chief Minister von Tamil Nadu
- C. N. Annadurai (1909–1969), besser bekannt als Anna, Chief Minister von Tamil Nadu
- M. Karunanidhi (1924–2018), Führer von Dravida Munnetra Kazhagam (DMK) und Chief Minister von Tamil Nadu
- J. Jayalalithaa (1948–2016), Führerin von AIADMK und ehemaliger Chief Minister von Tamil Nadu (2001 und 2002–2006)
- O. Panneerselvam (* 1951), ehemaliger Minister und Chief Minister von Tamil Nadu (2001–2002)
- P. Subbarayan, Premier der Präsidentschaft Madras (1926–1930)
- P. T. Rajan, Premier der Präsidentschaft Madras (1936–1936)

Ehemalige Minister der Unionsregierung
- C. Subramaniam (1910–2000), ehemaliger Unionsminister, Träger des Bharat Ratna, Aktivist und Vater der indischen „Grünen Revolution“
- R. K. Shanmukham Chetty (1892–1953), erster Finanzminister des unabhängigen Indien
- Mohan Kumaramangalam, Jurist, ehemaliger Unionsminister und kommunistischer Führer. Sohn von P. Subbarayan
- Rangarajan Kumaramangalam, Jurist, ehemaliger Unionsminister und Congress/BJP-Führer. Sohn von Mohan Kumaramangalam
- K. Santhanam (1895–1980), Freiheitskämpfer und erster Eisenbahnminister des unabhängigen Indien
- T. T. Krishnamachari (1899–1974), Industrieller und indischer Finanzminister 1956–1958 und 1964–1966,
- Murasoli Maran (1934–2003), ehemaliger Wirtschaftsminister Indiens

 Führer großer politischer Parteien
- V. R. Nedunchezhian ehemaliger Finanzminister von Tamil Nadu
- Vaiko (* 1944), Führer von MDMK
- Jana Krishnamurthi (1928–2007), ehemaliger Präsident der Bharatiya Janata Party (BJP) und ehemaliger Unions-Justizminister
- Ramdoss, Führer der Pattali Makkal Katchi (PMK)
- K. Veeramani (* 1933), Führer von Dravidar Kazhagam (DK)
- N. Rangaswamy (* 1950), Chief Minister von Puducherry
- Subramanian Swamy (* 1939), Führer der Janatha Partei

Innenminister
- P. Chidambaram (* 1945), Finanzminister Indiens
- Mani Shankar Aiyar (* 1941), Panchayat Raj, Jugend- und Sportminister Indiens
- Dayanidhi Maran (* 1966), IT- und Kommunikationsminister Indiens
- Anbumani, Führer, Gesundheitsminister Indiens
- T. R. Baalu (* 1941), Verkehrsminister Indiens
- Subbulakshmi Jegadeesan, Sozialminister Indiens
- A. Raja, Entwicklungs und Forstminister Indiens
- S. S. Palanimanickkam, Finanzminister Indiens
- K. Venkatapathy, Justizminister Indiens
- S. Regupathy, Minister Indiens
- EVKS Elangovan, Minister für Textilien Indiens
- G. K. Vasan, Minister für Statistik und Entwicklung Indiens
- R. Velu, Eisenbahnminister Indiens

### Weitere Länder
- S. Jayakumar (* 1939), Deputy Prime Minister, Singapur
- Tharman Shanmugaratnam, Bildungsminister, Singapur (Sri-Lanka-tamilischstämmig)
- Vivian Balakrishnan (* 1961), Minister für Entwicklung, Jugend und Sport, Singapur (halbtamilisch, halb-chinesisch)
- S. Rajaratnam (1915–2006), Stellvertretender Premierminister Singapurs (Sri-Lanka-tamilischstämmig)
- S. Dhanabalan, ehemaliger Minister, Singapur
- J. B. Jeyaretnam, ehemaliger Oppositionsführer, Singapur (Sri-Lanka-tamilischstämmig)
- Samy Vellu, Arbeitsminister und Führer des Malaysian Indian Congress, Malaysia
- K. R. Somasundram (* 1930), Politiker und Mitglied des Malaysian Indian Congress, Malaysia
- Radhakrishna Padayachi (* 1950), Deputy Minister für Kommunikation, Südafrika
- Gunasagaran Gounder, Politiker und Mitglied der Fidschi Labour Partei, Fidschi
- Perumal Mupnar, prominenter Politiker und Mitglied der Fidschi Labour Partei, Fidschi
- S. J. V. Chelvanayakam (1898–1977), besser bekannt als „Thanthai Chelva“, Führer und Vaterfigur der sri-lankischen Tamilen
- S. Thondaman, Führer der indischen Tamilen Sri Lankas 21 Jahre im sri-lankischen Kabinett von 1978
- N. Shanmugathasan, prominenter kommunistischer Politiker, Sri Lanka
- Joseph Pararajasingham (1934–2005), Abgeordneter, Sri Lanka
- Lakshman Kadirgamar (1932–2005), ehemaliger Außenminister, Sri Lanka
- V. Aanandasangari, Abgeordneter, Sri Lanka
- C. Rajadurai, Minister 1977–1994 und Abgeordneter, Sri Lanka
- M. Sivasithamparam, Abgeordneter und Oppositionsführer in Sri Lanka
- R. Sampanthan (1933–2024), Abgeordneter und Oppositionsführer, Sri Lanka
- Neelan Thiruchelvam, Verfassungsexperte und Abgeordneter, Sri Lanka
- Appapillai Amirthalingam, Oppositionsführer, Sri Lanka
- Douglas Devananda, Führer von EPDP und Gesundheitsminister, Sri Lanka
- K. W. Devanayagam, Innenminister 1977–1988 und Abgeordneter, Sri Lanka
- Ariranga Govindasamy Pillay (* 1945), Oberrichter von Mauritius bis 2007

## Militär

### Heer
- General Paramasiva Prabhakar Kumaramangalam (1913–2000), 7. Generalstabschef der indischen Armee (7. Juni 1966–7. Juni 1969)
- General Krishnaswamy Sundararajan (1930–1999), 14. Generalstabschef der indischen Armee (1. Februar 1986–30. April 1988)
- General Sundararajan Padmanabhan (* 1940), 20. Generalstabschef der indischen Armee (30. September 2000–31. Dezember 2002)

### Luftwaffe
- Air Chief Marshal Srinivasapuram Krishna Swamy (* 1943), 19. Generalstabschef der indischen Luftwaffe (31. Dezember 2001–31. Dezember 2004)

### Marine
- Admiral Oscar Stanley Dawson, 12. Chef des Admiralstabs der indischen Marine (1. März 1982–30. November 1984)
- Admiral Sushil Kumar, 18. Chef des Admiralstabs der indischen Marine (30. Dezember 1998–29. Dezember 2001)

## Preisträger

### Nobelpreisträger
- C. V. Raman, Physik – 1930
- Subrahmanyan Chandrasekhar, Physik – 1983 (USA, geboren und aufgewachsen in Lahore, Punjab)

### Ramon Magsaysay Preis
Der Ramon Magsaysay Award wurde 1957 zum Gedächtnis an Ramon Magsaysay, dem Präsidenten der Philippinen gestiftet. Er wird oft der Nobelpreis Asiens angesehen.
- M. S. Swaminathan, – 1971
- M. S. Subbulakshmi, Publizistik – 1974
- R. K. Laxman, Journalismus, Literatur und Kreative Kunst – 1984
- T. N. Seshan, politische Verdienste – 1996
- Jockin Arputham, Frieden und internationale Verständigung – 2000
- Aruna Roy, politische Verdienste – 2000
- V. Shanta, Publizistik – 2005

### Bharat Ratna
Bharat Ratna ist die höchste indische zivile Ehrung.
- C. V. Raman Wissenschaft und Technik – 1954
- C. Rajagopalachari öffentliche Angelegenheiten – 1954
- S. Radhakrishnan öffentliche Angelegenheiten – 1954
- K. Kamaraj öffentliche Angelegenheiten – 1976 (Posthum)
- M. G. Ramachandran öffentliche Angelegenheiten – 1988 (Posthum)
- A. P. J. Abdul Kalam Wissenschaft und Technik – 1997
- C. Subramaniam öffentliche Angelegenheiten – 1998
- M. S. Subbulakshmi Kunst und Musik – 1998

### Padma Vibhushan
Padma Vibhushan ist die zweithöchste zivile indische Ehrung. Auswahl der Preisträger:
- Naryana Raghvan Pillai, öffentliche Angelegenheiten (1960)
- H. Vardaraja Iyengar, zivile Angelegenheiten (1962)
- A. Lakshmanasamy Mudaliar, Medizin (1963)
- Subrahmanyan Chandrasekhar, Wissenschaft und Technik (1968)
- K. V. Kalyana Sundaram, öffentliche Angelegenheiten (1968)
- P. Prabhakar Kumaramangalam, zivile Angelegenheiten (1970)
- A. Ramasamy Mudaliar, zivile Angelegenheiten (1970)
- B. Sivaraman, zivile Angelegenheiten (1971)
- T. Swaminathan, zivile Angelegenheiten (1973)
- M. S. Subbulakshmi, Kunst (1975)
- T. Balasaraswati, Kunst (1977)
- M. S. Swaminathan, Wissenschaft und Technik (1989)
- A. P. J. Abdul Kalam, Wissenschaft und Technik (1990)
- Semmangudi Srinivasa Iyer, Kunst (1990)
- V. Arunachalam, Literatur und Bildung (1990)
- Lakshmi Sahgal, öffentliche Angelegenheiten (1988)
- D. K. Pattammal, Kunst (1999)
- R. Chidambaram, Wissenschaft und Technik (1999)
- Krishnaswami Kasturirangan, Wissenschaft und Technik (2000)
- R. K. Narayan, Literatur und Bildung (2000)
- C. V. Narasimhan, zivile Angelegenheiten (2001)
- C. Rangarajan, Literatur und Bildung (2002)
- R. K. Laxman, Kunst (2005)

### Param Vir Chakra
Param Vir Chakra ist Indiens höchste militärische Ehrung.
- Major Ramaswamy Parameshwaran (1946–1987), 1987 (Posthum) für IPKF-Operationen in Sri Lanka

### Rajiv Gandhi Khel Ratna Award
Der Rajiv Gandhi Khel Ratna-Award ist Indiens höchste sportliche Ehrung.
- Viswanathan Anand, Schach (1991–1992)
- Dhanraj Pillay, Hockey (1999–2000)

### Kunst, Musik und Literatur
- P. V. Akilandam, Jnanpith Award, (1975)
- Jayakanthan, Jnanpith Award, (2002)
- Subbu Arumugam, Sangeet Natak Akdamy Award, (2005)
- L. Athira Krishna, Guinness-Buch der Rekorde als jüngster Geiger

## Industrielle

### Indien
- Shiv Nadar, HCL und Forbes
- Raja Annamalai Chettiar, Industrieller und Philanthrop, stiftete die Annamalai University, Chidambaram, Tamil Nadu
- R. M. Alagappa Chettiar (1909–1957), Industrieller und Philanthrop, stiftete die Alagappa University, Karaikudi, Tamil Nadu
- M. A. Chidambaram, Industrieller
- S. Ramadorai, Tata Consultancy Services
- N. Mahalingam, Chef, Sakthi Group, Coimbatore
- Kalanidhi Maran, Medientycoon
- Karumuttu Thiagarajan Chettiar, Industrieller
- M. A. M. Ramasamy, Industrieller und Pro-Kanzler der Annamalai University
- Namakkal P. G. Periasamy, Gründer und CEO PGP Groups
- B. Muthuraman, Managing Director, Tata Steel
- Dharmaveera K. Govindaswamy Naidu, Industrieller und Philanthrop
- Venu Srinivasan, Chef von TVS Suzuki und Sundaram-Clayton
- Mallika Srinivasan, CEO von Tractors and Farm Equipment Limited
- M. V. Subbiah, CEO der Murugappa Group
- R. Seshasayee, Managing Director, Ashok Leyland
- T. T. Narasimhan, Managing Director, TTK Group

### Weitere Länder
- Raj Rajaratnam, US-amerikanischer Hedgefondsmanager
- Indra Nooyi, CEO von PepsiCo, USA
- Lakshmi Narayanan, CEO und Präsident von Cognizant Technology Solutions, USA
- S. Dhanabalan, Chef, DBS Bank (Singapur)
- J. Y. Pillay, Chef, Singapore Exchange (stock market)
- Marimutu Srinivasan, Gründer und Chef von Texmaco Group, Indonesien,
- Ananda Krishnan, CEO von Maxis Communications und MEASAT Broadcast Network Systems, Malaysia
- Robert Chandran, Gründer und CEO von Chemoil Corporation, USA
- K. B. Chandrashekar, Gründer und CEO von e4e Inc und Jamcracker, Inc, USA
- Shoba Purushothaman, Mitbegründer und CEO von The NewsMarket Inc, USA

Sundar Pichai, CEO von Google LLC, USA

## Gelehrte

### Akademiker
- Malcolm Adiseshiah (1910–1994), Ökonom, ehemaliger Abgeordneter der UNESCO und Gründer MIDS (Madras Institute von Entwicklung Studies)
- V. C. Kulandaiswamy, Pädagoge und Techniker, ehemaliger Vizekanzler der Anna University, IGNOU und Tamil Virtual University
- T. Kuthalingam Wissenschaftler und Techniker, ehemaliger Vizekanzler der Madurai Kamaraj University
- Mu. Varadharasan, tamilischer Gelehrter, Sahithya-Academy-Preisträger und ehemaliger Vizekanzler der Madurai Kamaraj University
- Sivaraj Ramaseshan (1923–2003), Wissenschaftler und ehemaliger Direktor der IISc
- M. Anandakrishnan, Chef, Madras Institute von Entwicklung Studies und ehemaliger Vizekanzler der Anna University
- Arjun Appadurai, Gegenwärtiger Gesellschaftstheoretiker, Pädagoge und Gründer der School of International Relations, JNU, Neu-Delhi.
- Swaminathan Sridharan, Fakultät der Kellogg School of Management
- Jayanthi Sunder, Fakultät der Kellogg School of Management
- Arvind Krishnamurthy, Fakultät der Kellogg School of Management
- Subramaniam Ramanarayanan, Fakultät der Kellogg School of Management
- M. Lakshmanan, Mikrobiologe, ehemaliger Vizekanzler der Madurai Kamaraj University und ehemaliger Präsident der Association of Mikrobiologes of India
- Kalyani Mathivanan, Professor des The Ethiraj College, Chennai.

### Landwirtschaft
- M. S. Swaminathan (1925–2023), Landwirtschaftswissenschaftler und Wissenschaftlicher Vater der „Grünen Revolution“ in Indien

### Botaniker
- Ganapathi Thanikaimoni (1938–1986)

### Informatik
- Madhu Sudan (* 1966), Informatiker, Professor der Informatik des Massachusetts Institute von Technology und Mitglied des MIT Computer Science and Artificial Intelligence Laboratory
- Arogyaswami Paulraj (* 1944) Wireless Engineering, Professor der Electrical Engineering an der Stanford University. Pionier der wireless smart antenna technology gilt als Vater der indischen Militarsonar-Technologie

### Finanzen und Wirtschaft
- C. Rangarajan, Ökonom und ehemaliger Gouverneur der Reserve Bank of India (1992–1997)
- C. K. Prahalad, Management-Experte und Professor an der University von Michigan Business School (1941–2010)
- Marti Subrahmanyam, Finanzexperte und Professor an der New York University (NYU) und Board of Directors von Infosys und ICICI Bank
- Bala V. Balachandran, Management-Experte und Professor an der Kellogg School of Management
- Ravi Jagannathan, Ökonom und Professor an der Kellogg School of Management
- Lakshman Krishnamurthi, Marketing-Experte und Professor an der Kellogg School of Management
- H. V. R. Iyengar, ehemaliger Gouverneur, Zentralbank Indiens (1957–1962)
- S. Jagannathan, ehemaliger Gouverneur, Zentralbank Indiens (1970–1975) und Executive bei der Weltbank und IWF
- M. Narasimham, Banker, ehemaliger Gouverneur, Zentralbank Indiens (1977) und Executive bei der Weltbank und IWF
- S. Venkitaramanan, ehemaliger Gouverneur, Zentralbank Indiens (1990–1992)

### Recht
- Karthy Govender, Commissioner der südafrikanischen Menschenrechtskommission und Professor der Rechtswissenschaften an der Universität von Natal
- Navanethem Pillay, südafrikanische Richterin tamilischer Abstammung, ab September 2008 Hohe Kommissarin der Vereinten Nationen für Menschenrechte

### Mathematik
- S. Ramanujan, Mathematiker
- S. S. Pillai (1901–1950), Mathematiker, Zahlentheorie
- K. G. Ramanathan (1920–1992), Mathematiker, Zahlentheorie
- Christie Jayaratnam Eliezer (1918–2001), Mathematiker und tamilischer Menschrechtler Sri Lankas Preisträger Order of Australia

### Medizin
- V. S. Ramachandran, Neurowissenschaftler; Direktor Professor am UC San Diego
- S. S. Ratnam, Pionier in Singapore für in-vitro fertilisation
- Ganapathi Thanikaimoni, Palynologe, Fyson Preisträger in Naturwissenschaft
- Sundaram Ramakrishnan, Krebsforscher und Professor der University von Minnesota Medical School
- Mohammed Rela, Transplantationschirurg, King’s College Hospital
- R. Venkataswami, plastischer Chirurg Stanley Medical College
- Venkataswami, Gründer des Aravind Eye Hospitals
- Ravi Iyengar, Professor und Gründer der Iyengar Laboratory, Mount Sinai School of Medizin
- Mayilvahanan Natarajan, Orthopäde

### Wissenschaft und Technik
- C. V. Raman 1930 Nobelpreisträger in Physik
- Subrahmanyan Chandrasekhar 1983 Nobelpreisträger in Physik
- K. Kasturirangan, ehemaliger Direktor von ISRO und gegenwärtiger Direktor des National institute von advanced studies (NIAS).
- R. Chidambaram, Wissenschaftlicher Berater des Premierministers von Indien und ehemaliger Chef von Atomenergiekommission
- S. R. Ranganathan, Bibliothekar
- A. Sivathanu Pillai, Militärwissenschaftler und CEO der indo-russischen BrahMos Corporation, Entwickler einer überschallschnellen Cruise Missile
- G. N. Ramachandran (1922–2001), Biologe und Physiker
- Ranjan Roy Daniel (1923–2005), Physiker der Tata Institute of Fundamental Research und ehemaliger Chef des Advisory Committee for Space Science am ISRO
- V. Radhakrishnan (* 1929), Weltraumwissenschaftler und Mitglied der Royal Swedish Academy of Sciences
- Mylswamy Annadurai (* 1958), Projektleiter Chandrayaan-1
- R. V. Perumal, Associate Direktor, Vikram Sarabhai Space Centre
- G. D. Naidu – ehemaliger Chef von UMS und Wissenschaftler
- A. E. Muthunayagam, Weltraumforscher und Chef des Board of Gouverneurs, IIT Chennai
- V. S. Arunachalam, ehemaliger Militär Wissenschaftler DRDO und Professor der Carnegie Mellon University
- Ramanuja Vijayaraghavan (* 1931), Physiker der Tata Institute of Fundamental Research

### Zoologe
- T. N. Ananthakrishnan, Entomologe und Zoologe. ehemaliger Chef der Department Zoologie und Gründungsdirektor des Entomology Research Institute, Loyola College, Chennai

## Kunst und Musik

### Tamilische Musiker
- Muthuthandavar, Musiker
- Marimuthu Pillai, Musiker
- Arunachala Kavirayar, Musiker
- Pushpavanam Kuppusamy und Anita Kuppusamy, Folk-Künstler und Sänger
- V. N. Krishnan und N. Krishnan, Professoren, Folk-Künstler und Sänger
- Paravai Muniamma, Folk-Künstler und Sänger
- Satheesraj Srithirukumar besser bekannt als Kadhalviruz, Sänger, Rapper, Songwriter, DJ und Musikproduzent, Sri Lanka Tamile

### Deutsche Musiker
- Majoe, deutscher Rapper tamilischer Abstammung aus Sri Lanka

### Karnatische Musiker
- Veena Dhanammal
- E. Gayathri
- M. S. Subbulakshmi
- D. K. Pattammal
- Semmangudi Srinivasa Iyer
- N. Ramani
- L. Athira Krishna
- T. Brinda
- T. Mukta
- T. Viswanathan
- G. N. Balasubramanian
- K. V. Narayanaswamy
- Umayalpuram Sivaraman
- Vellore Ramabhadran
- R. Vedavalli
- Sanjay Subramanian
- T. M. Krishna
- Seetha Rajan
- Sudha Ragunathan
- Nithyashree Mahadevan

### Filmmusik
- K. V. Mahadevan, Musiker, Komponist und Preisträger, National Film Award/Beste Musik 1968 und 1980
- M. S. Viswanathan, Musiker und Komponist
- V. S. Narasimhan, Musiker und Komponist
- Ilayaraja, Musiker, Komponist und Preisträger, National Film Award/Beste Musik 1984, 1986 und 1989
- A. R. Rahman, Musiker und Komponist
- Yuvan Shankar Raja, Musiker, Sänger und Komponist und Sohn von Ilaiyaraaja

### Klassischer Tanz
- T. Balasaraswati
- Kamala Lakshminarayanan
- Padma Subramanyam
- Chithra Visweswaran
- Sudharani Raghupathy
- Srinidhi Chidambaram
- Meenakshi Chittaranjan
- Padmini Ramachandran
- C. V. Chandrasekhar
- Rukmini Devi Arundale
- Dhananjayan

## Kino

### Regisseure
- A. P. Nagarajan
- A. Bhimsingh
- C. V. Sridhar
- Bharathiraja, Preisträger, National Film Award/Bestes Drehbuch 2001
- J. Mahendran
- K. Balachander, Preisträger, National Film Award/Bestes Drehbuch 1982
- Balu Mahendra, Regisseur, Kameramann und Preisträger, National Film Award/Beste Kamera 1978 und 1983
- Mani Ratnam
- Cheran
- B. Lenin, Preisträger, National Film Award/Beste Regie 2002
- Agaththian, Preisträger, National Film Award/Beste Regie und National Film Award/Bester Film in Tamilisch (1997)
- M. Night Shyamalan, Hollywood-Filmproduzent (halbtamilisch: Vater Malayali und Mutter Tamilin)
- Bala
- Dharani
- Parthiban
- Perarasu
- R. K. Selvamani
- Selvaraghavan
- S. Shankar
- Vasanth
- Vikraman
- S. J. Suryah

### Schauspieler

#### Schauspieler
- Ajith
- Arun Vijay
- Arvind Swamy
- Bhagiyaraj
- Bharath
- Chandrababu
- Chiyaan Vikram
- Cheran
- Cho Ramaswamy
- Dhamu
- Dhanush
- Gemini Ganesan
- Goundamani
- Hanifa
- Jaishankar
- Jayam Ravi
- Jayaram
- Jeeva
- Jeevan
- Kalabhavan Mani
- Kamal Haasan
- Karthik
- Karunas
- Lawrence Raghavendra
- M. G. Ramachandran
- M. K. Thyagaraja Bhagavathar
- M. N. Nambiar
- M. R. Radha
- Mammootty
- Manivannan
- Nagesh
- Nassar
- N. S. Krishnan
- Parthiban
- Prabhu
- Prabhu Deva
- Prakash Raj
- Prasanna
- Prashanth
- Prithwiraj
- Raghuvaran
- Rajinikanth
- Raju Sundaram
- Ravi Krishna
- R. Muthuraman
- R. Madhavan
- Ramesh Khanna
- Sarath Kumar
- Sathyaraj
- Senthil
- Shaam
- Siddharth
- Silambarasan
- Sivakumar
- Sivaji Ganesan
- S. J. Suryah
- Srikanth
- Surya
- S. V. Ranga Rao
- Vadivelu
- Vijay
- Vijayakumar
- Vijaykanth
- Vishal
- Vivek

#### Schauspielerinnen
- Manorama
- Vyjayantimala Bollywoodschauspielerin
- Hema Malini Bollywoodschauspielerin
- Rekha Bollywoodschauspielerin
- Lakshmi, National Film Award/Beste Hauptdarstellerin 1977
- Shobha, National Film Award/Beste Hauptdarstellerin 1980
- Suhasini Mani Ratnam, National Film Award/Beste Hauptdarstellerin 1986
- Archana, National Film Award/Beste Hauptdarstellerin 1988
- Ramya Krishnan
- Raadhika
- Padmapriya
- Meena
- Latha
- P. S. Keerthana
- Vasundhara Das
- Vidya Balan

### Weitere Entertainer
- Aziz Ansari

## Sport und Spiel

### Carrom
- A. Maria Irudayam, Arjuna-Award-Preisträger für Carrom (1996)
- R. Arokiaraj
- K. Radhakrishnan
- B. Radhakrishnan
- E. Mahimairaj
- M. Natraj
- A. Ponnarasi
- G. Revathi

### Schach
- Viswanathan Anand, Schachweltmeister 2007–2013, erster indischer Schachgroßmeister
- Manuel Aaron, erster indischer Internationaler Meister
- Murugan Thiruchelvam, Schachspieler für Großbritannien
- K. Sasikiran, Großmeister und Arjuna-Award-Preisträger Schach (2002)
- S. Vijayalakshmi, sechsfache indische Meisterin, Großmeisterin und Arjuna-Award-Preisträgerin Schach (2000)
- S. Meenakshi, Großmeisterin, Schwester von S. Vijayalakshmi
- Aarthie Ramaswamy, Großmeisterin, Schachweltmeisterin Junioren (U18)
- Magesh Panchanathan, Großmeister
- Ramachandran Ramesh, Großmeister
- Chakkravarthy Deepan, Großmeister und Preisträger der Asian Junior Championship in Colombo im Jahr 2002
- G. B. Prakash, Internationaler Meister
- P. Konguvel, Internationaler Meister
- Lanka Ravi, Internationaler Meister und FIDE Senior Trainer
- S. Arun Prasad, Internationaler Meister
- S. Kidambi, Internationaler Meister
- K. Murugan, Internationaler Meister
- T. S. Ravi, Internationaler Meister
- V. Saravanan, Internationaler Meister
- T. N. Parameswaran, Internationaler Meister
- R. Balasubramanian, Internationaler Meister
- S. Poobesh Anand, Internationaler Meister im Schach
- M. R. Venkatesh, Internationaler Meister im Schach
- N. Sudhakar Babu, Internationaler Meister im Schach

### Cricket

#### Indien
- M. J. Gopalan (1909–2003), repräsentierte Indien sowohl in Hockey als auch in Cricket
- C. R. Rangachari (1916–1993), Bowler
- C. D. Gopinath (* 1930),
- S. Venkataraghavan (* 1945), auch Schiedsrichter
- K. Srikkanth (* 1959),
- T. A. Sekhar (* 1956),
- L. Sivaramakrishnan (* 1965),
- V. B. Chandrasekhar (1961–2019)
- Bharat Arun (* 1962)
- Murali Kartik (* 1976)
- Sadagoppan Ramesh (* 1975)
- Lakshmipathy Balaji (* 1981)
- Murali Vijay (* 1984)
- Dinesh Karthik (* 1985)
- Ravichandran Ashwin (* 1986)
- Washington Sundar (* 1999)

#### Weitere Länder
- Muttiah Muralitharan (* 1972), Sri Lanka
- Angelo Mathews (* 1987), Sr Lanka
- Roy Dias (* 1957), Sri Lanka
- Vinodhan John (* 1982), Sri Lanka
- K. T. Francis, (1939–2013), Sri Lanka
- Nasser Hussain (* 1968), England
- Mahendra Nagamootoo, (* 1975), Guyana

### Fußball
- Peter Velappan (* 1935),
- Peter Thangaraj
- Komaleeswaran Sankar
- Ajith Kumara Herath, Torhüter
- Yelandran Sadhishkumar, Torhüter
- Sanjeev Shanmugarajah, Stürmer
- Sanjeev Satheeswaran, Stürmer
- Pasqual Nadeeka Pushpakumara, Stürmer
- Ashvin Balaruban (* 8. August 2001), Verteidiger, FC Luzern

### Hockey
- Vasudevan Baskaran, Kapitän
- Dhanraj Pillay (* 1968), ehemaliger Hockey Kapitän, Arjuna-Award-Preisträger (1995) und Preisträger des Rajiv Gandhi Khel Ratna (1999–2000)
- Kuhan Shanmuganathan, Kapitän, malaysisches Hockey-Team
- Mohamad Riaz, Olympiateilnehmer und Arjuna-Award-Preisträger (1998)
- Adam Sinclair

### Kabaddi
- Subbiah Rajarathinam, Kapitän der indische Kabaddi

### Autorennfahrer
- Narain Karthikeyan,
- Karun Chandhok,
- S. Karivardhan, National Champion
- N. Leelakrishnan, siebenfacher Gewinner
- Naren Kumar, vierfacher Gewinner
- J. Anand, Coimbatore 3 Preisträger
- R. Gopinath, Coimbatore F3 National Champion und Gründer von SpitFire Motorsports
- B. Vijay Kumar, Coimbatore Fiat Champion und LG Sport Gründer
- G. R. Karthikeyan, Coimbatore siebenfacher South Indian Rally Preisträger und Vater von Narain Karthikeyan
- Akbar Ebrahim, Chennai, dreifacher Preisträger

### Tennis
- Vijay Amritraj, international Tennisgewinner und Schauspieler
- Anand Amritraj, internationaler Tennisspieler
- Ashok Amritraj, internationaler Tennisspieler
- Prakash Amritraj, internationaler Tennisspieler
- Mahesh Bhupathi, internationaler Tennisspieler
- Ramanathan Krishnan, internationaler Tennisspieler
- Ramesh Krishnan, internationaler Tennisspieler
- Nirupama Vaidyanathan, internationaler Tennisspieler
- Jeevan Nedunchezhian

## Persönlichkeiten der Kultur
- Thirumuruga Kirupananda Variyar, religiöser Gelehrter
- Rukmini Devi Arundale, Bharatanatyam-Tänzer
- Alarmel Valli, Bharatanatyam-Tänzer
- Balasaraswati, Bharatanatyam-Tänzer
- Chitra Visweswaran, Bharatanatyam-Tänzer
- Padma Subramanyam, Bharatanatyam-Tänzer
- Medha Hari, Bharatanatyam-Tänzer
- Pithukuli Murugadas, geistlicher Musiker
- K. B. Sundarambal, Schauspielerin und Sängerin
- Sirkali Govindarajan, karnatischer Musiker
- Sirkali G. Siva Chidambaram, Sänger

## Tamilsprachige Persönlichkeiten
- Arumuka Navalar (1822–1879), Pionier der tamilischen Prosa
- Maraimalai Adigal, Gelehrter und Aktivist
- Xavier Thaninayagam Adigalar (1913–1980), aus Jaffna, Sri Lanka, Gründungsmitglied der International Association for Tamil Research
- Mahavidwan R. Raghava Iyengar, Gelehrter, Forscher und Poet

## Religiöse Persönlichkeiten
- Nayanmar, Es gibt 63 Nayanmars, Personen des Saivismus
- Alvar, Es gibt 12 Alwars, Personen des Vaishnavismus
- Ramalinga Swamigal (1823–1873), Besser bekannt als Vallalar
- Ramanuja (1017–1137), Philosoph Einer der bekanntesten Heiligen des Vaishnavismus
- Appayya Dikshidar (1520–1593), Philosoph, Schüler der Advaita Schule der indische Philosophie
- Ramana Maharshi (1879–1950)
- Yogaswami (1872–1964), spiritueller Führer aus Jaffna, Sri Lanka
- Sivananda (1887–1963), Vertreter des Yoga und Vedanta
- Kundrakudi Adigalar, Kundrakudi Aadheenam
- Ponnambala Adigalar, Kundrakudi Aadheenam
- Santhalinga Ramasamy Adigalar, Priester Perur Aadheenam
- Sivaprakasa Swamigal, Priester von Thiruvavaduthurai Aadheenam
- Gurugnanasambanda Desika Paramacharya, Priester von Madurai Aadheenam
- Duraisamy Simon Kardinal Lourdusamy (1924–2014), Oberpriester von S Maria delle Grazie alle Fornaci fuori Porta Cavalleggeri, Vatikan
- Dayananda Saraswati, Gründer der Arsha Vidya Gurukulam
- Nithyananda (* 1978), Gründer der Nithyananda Foundation

## Klassische Schriftsteller
- Tiruvalluvar, Heiliger, Dichter und Autor des Tirukkural
- Tholkaapiyar, Autor des Tholkaapiam, eines der ersten tamilisch Grammatikbücher
- Illango Adigal, Heiliger, Dichter und Autor des Silappadigaram
- Srivilliputhurar, Autor des tamilischen Mahabharatham
- Seethalai Saathanar, Autor des Manimegalai
- Kambar, Autor des Kambaramayanam
- Auvaiyar, Heilige und Autorin des Aathichoodi
- Tirutakakatevar, Autor des Jivaka Chintamani
- Eelattu Poothanthevanar, klassischer tamilischer Dichter aus der antiken Sri Lanka der Sangam-Periode

## Religiöse Autoren

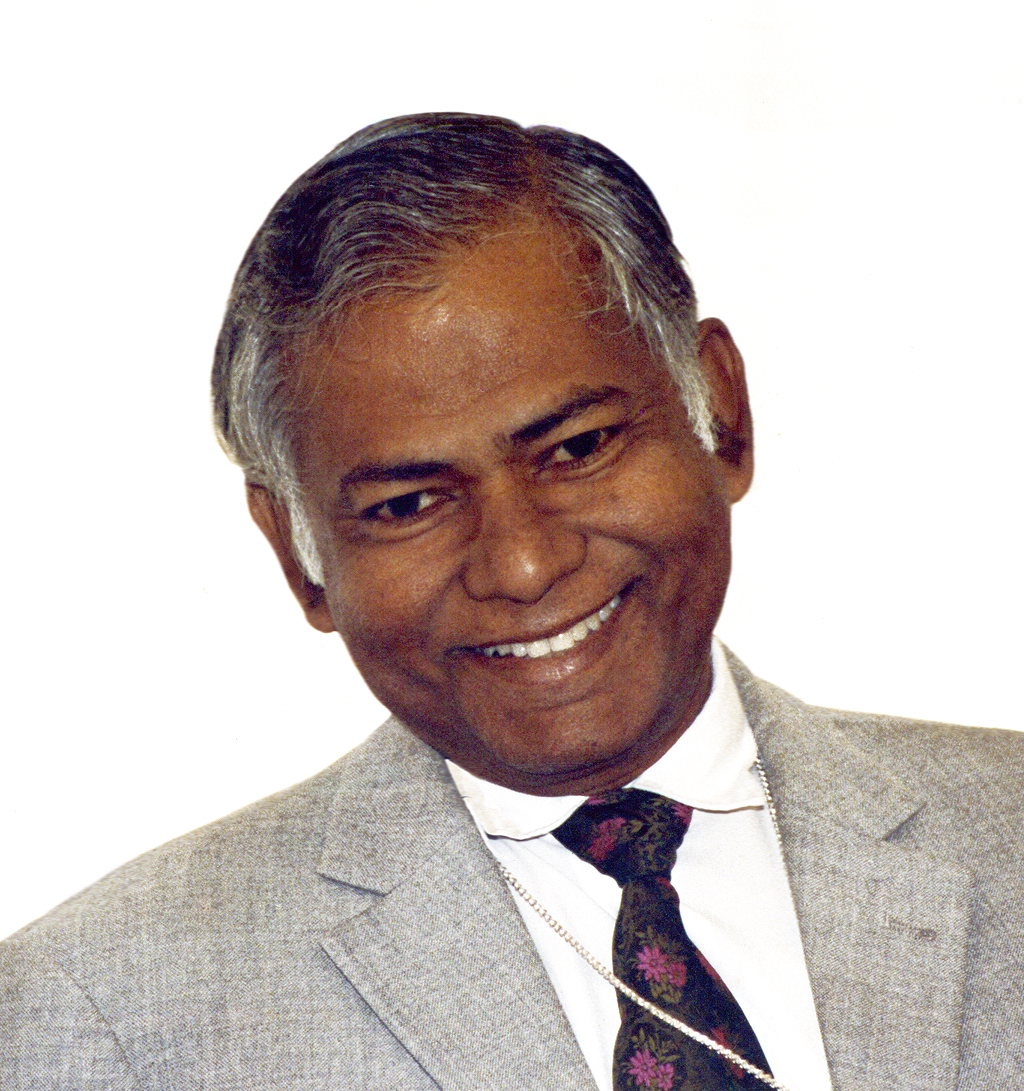
Johnson Gnanabaranam im Jahr 1995.

### Hindu
- Nakkeerar Autor des Thirumurugattupadai
- Thirumular, Autor des Thirumandhiram
- Arunagirinathar, Autor des Thiruppugazh
- Sekkizhar, Autor des Periapuranam
- Mannikkavasagar, Autor des Thiruvasagam und einer der Nayanmars
- Nammalvar, Autor des Tiruvaymoli und einer der Alvars
- Tirumalisai, Autor des Tiruchanda Virutham und einer der Alvars
- Andal, Autorin des Tiruppavai und einer der Alvars
- V. Akilesapillai, Gelehrter, Dichter und Autor des Thirukonasala Vaipavam aus Sri Lanka

### Christlich
- Johnson Gnanabaranam
- Veera MaaMunivar
- Henry A. Krishna Pillai
- Joseph Besky

### Islamisch
- Umaruppulavar (1605–1703), Autor des Sirappuranam, islamisch-geistliches Werk über das Leben des Mohammed
- Mohammad Ibrahim, Autor des Muhaidin Puranam, islamische geistliche Literatur

## Moderne Schriftsteller

### Indien
- Subramaniya Bharati (1882–1921), nationalistischer Dichter
- Bharathidasan (1891–1964), tamilischer Dichter und Rationalist
- Pudhumaipithan (1906–1948), tamilischer Science-Fiction-Schriftsteller
- Karmegha Konar (1889–1957), tamilischer Dichter
- Akilan, Romancier
- Thi. Janakiraman, Romancier
- Laa. Sa. Ramamirutham, Romancier
- Kalki (1899–1954), Freiheitskämpfer, Romancier und Journalist
- Jayakanthan (1934–2015), Schriftsteller und Romancier
- Kannadasan (1927–1981), besser bekannt als Kavi Arasu Dichter, Preisträger des National Film Award/Bester Liedtext 1969
- Vairamuthu (* 1953), Dichter, Liedtexter und Preisträger des National Film Award/Bester Liedtext 1986, 1993, 1995, 2000 und 2003
- Indira Soundarajan, Romancier und Short story Schriftsteller
- Ashoka Mitran (* 1931), Romancier und Short story Schriftsteller
- R. K. Narayan (1906–2001), englischsprachiger Romancier und Essayist
- Koththamangalam Subbu, Dichter
- Sandilyan, Romancier
- Subrabharathimanian, Short story Schriftsteller, Essayist
- Pa. Vijay, Liedtexter und Preisträger des National Film Award/Bester Liedtext 2005
- Vaali, Liedtexter
- Sujatha (1935–2008), tamilischer Drehbuchautor

### Weitere Länder
- Philip Jeyaratnam, Singapur, Schriftsteller
- Gopal Baratham (1935–2002), Singapur Schriftsteller und führender Neurochirurg
- Edwin Thumboo (* 1933), Singapur, Schriftsteller
- S. Ponnudurai, Romancier aus Sri Lanka

## Weitere
- Shankaracharya von Kanchi, geistlicher Führer
- Varadharajan Mudaliar, bekannt als Vardha Bhai;
- K. M. Veerappan, Bandit
- Kanishka Sadasivam, Politikwissenschaftler, Professor (Carlton, Salem), Autor

Nicht der Abstammung, aber dem Wohnsitz nach Tamilen.
- Thanthai Periyar, Kannada, Rationalist
- Rajinikanth einer der bekanntesten Schauspieler des tamilischen Films
- Annamalai Reddiyar, Telugu tamilischer Dichter
- Constanzio Beschi (1680–1747), italienischer katholischer Priester besser bekannt als Viramamunivar, schrieb Tembavani, christliche Literatur über das Leben Jesu
- Cota Ramaswami (1896– ), Hockey und Tennis